# Cyprinus carpio
La carpa común, carpa europea o simplemente carpa (del latín tardío carpa, y este a su vez del gótico karpa) (Cyprinus carpio) es un pez de agua dulce, emparentado con la carpa dorada, con la cual puede incluso tener descendencia híbrida. Ha sido introducida en todos los continentes a excepción de la Antártida. Está incluida en la lista 100 de las especies exóticas invasoras más dañinas del mundo de la Unión Internacional para la Conservación de la Naturaleza.
Existen variedades xantocrómicas desarrolladas en China como ornamentales, llamadas lĭ yú (鯉魚), y luego difundidas en Japón como koi (鯉?), que poseen un notable colorido.
En varias partes de Europa, la carpa común es muy popular en la pesca y existen cebos específicos para su captura. En la República Checa, Eslovaquia, Polonia y Croacia, la carpa es un plato tradicional del día de Nochebuena.

## Historia
El ancestro salvaje de la carpa común se originó a finales del Plioceno en los desagües de los mares Negro, Caspio y Aral y se dispersó al este en Siberia y China y al oeste hasta el Danubio. Pese a ser la carpa una de las especies más modificadas genéticamente por el hombre, llegando a haber, gracias a la selección de rasgos que se ha producido desde tiempos inmemoriales, unos 25 linajes diferentes o cepas domesticadas, las glaciaciones del Plioceno permitieron la aparición de dos subespecies originales bien diferenciadas: la carpa común europea (Cyprinus carpio carpio) y la carpa común asiática (Cyprinus carpio haematopterus).

El Imperio Romano fue pionero en el cultivo de carpas.

Se sabe que los romanos fueron los primeros en cultivar la carpa recolectada del Danubio y que la consideraban un alimento de lujo. Mantenían a esta especie de pez en estanques de almacenamiento ("piscinae"), una tradición que continuó en los monasterios cristianos a lo largo de la Edad Media. En esta práctica europea, las carpas se mantenían en monocultivo y los individuos más grandes eran seleccionados como reproductores, por lo que desde el siglo XII hasta la mitad del siglo XIV, hubo una selección artificial accidental, que fue el primer paso hacia la domesticación.
El cultivo de carpas se practica desde hace unos 2000 años en Europa y Asia. Actualmente el 90% de la producción mundial de esta especie de pez proviene de Asia, aunque en Europa también existen instalaciones modernas para su cría.
La carpa común es un pez procedente de Asia que se introdujo en casi todos los lugares del mundo. Se sabe que la carpa común se encontraba en los ríos Tigris, Éufrates y Danubio hace unos 2000 años. Era un espécimen con forma de torpedo y de color dorado y amarillo. Tenía dos pares de barbillas y una piel escamada que recordaba a la malla. Vivían en grandes piscinas romanas en el centro y sur de Europa (se demostró este hecho al encontrar restos de carpa en excavaciones en el Danubio).

## Hábitat y distribución
Es nativa de cuerpos de aguas estancadas o lentas de las regiones templadas de Europa y Asia. Es un animal ubicuo, de fácil cultivo y posee la característica de ser ectotermo y euritermal. Es un animal muy resistente, capaz de vivir en aguas salobres con una temperatura entre 17 y 24 °C. En muchos lugares donde ha sido introducida se considera una amenaza para el ecosistema debido a su predilección por el sustrato vegetal de los fondos poco profundos, que sirve de alimento a numerosas especies animales.

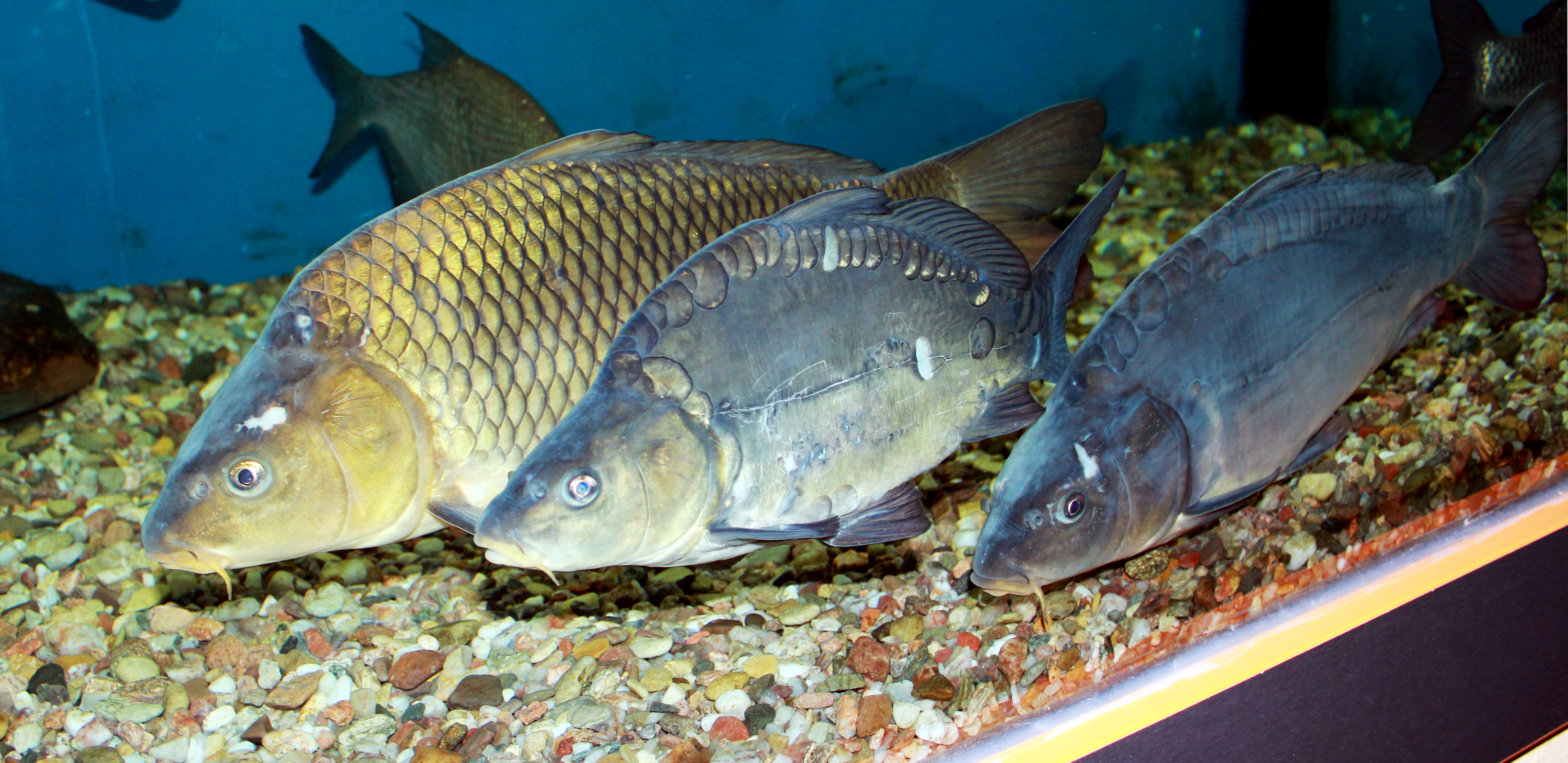
Carpa del río Moldava, República Checa.

Debido a su potencial invasor o la susceptibilidad de convertirse en una amenaza grave por competir con las especies silvestres autóctonas, alterar su pureza genética o los equilibrios ecológicos, en España esta especie ha sido incluida —por sentencia judicial del Tribunal Supremo— en el Catálogo Español de Especies Exóticas Invasoras, regulado por el Real Decreto 630/2013, de 2 de agosto, estando prohibida en España su introducción en el medio natural, posesión, transporte, tráfico y comercio.
Su alimentación consiste principalmente en plantas acuáticas, aunque también puede comer artrópodos, zooplancton o incluso peces muertos si se presenta la ocasión.

### En Sudamérica
Según los datos del sistema de Información Global de Peces, la carpa se encuentra en diez países de Sudamérica: Colombia, Surinam, Perú, Venezuela, Paraguay, Bolivia, Brasil, Uruguay y Argentina.
Las carpas llegaron a Chile directamente desde Alemania en el año 1875, luego Brasil los recibió a través de Hungría en 1898. En la década de 1940 continuaron expandiéndose por Colombia y Venezuela, mientras que Bolivia y Perú los recibieron desde México, Brasil y Colombia en 1946. Finalmente en 1968 llegaron a Surinam desde Japón.
Se introdujo en Argentina en siglo XIX, con propósitos de carácter ornamental y de cultivo. Se distribuye desde las provincias del litoral en el noreste hasta San Luis por el oeste, siendo  la cuenca del río Negro su límite en el sur. El origen de este pez introducido en Argentina proviene de una subespecie europea originaria del río Danubio.
Estos estudios muestran que actualmente el Cyprinus Carpio se encuentra en 119 hábitats naturales y en 49 de origen artificial. Su crecimiento fue exponencial desde su introducción.
Gracias a la Unión Internacional para la Conservación de la Naturaleza (UICN), esta especie fue incluida dentro del listado de las 100 especies exóticas más dañinas del mundo.

### Invasión biológica

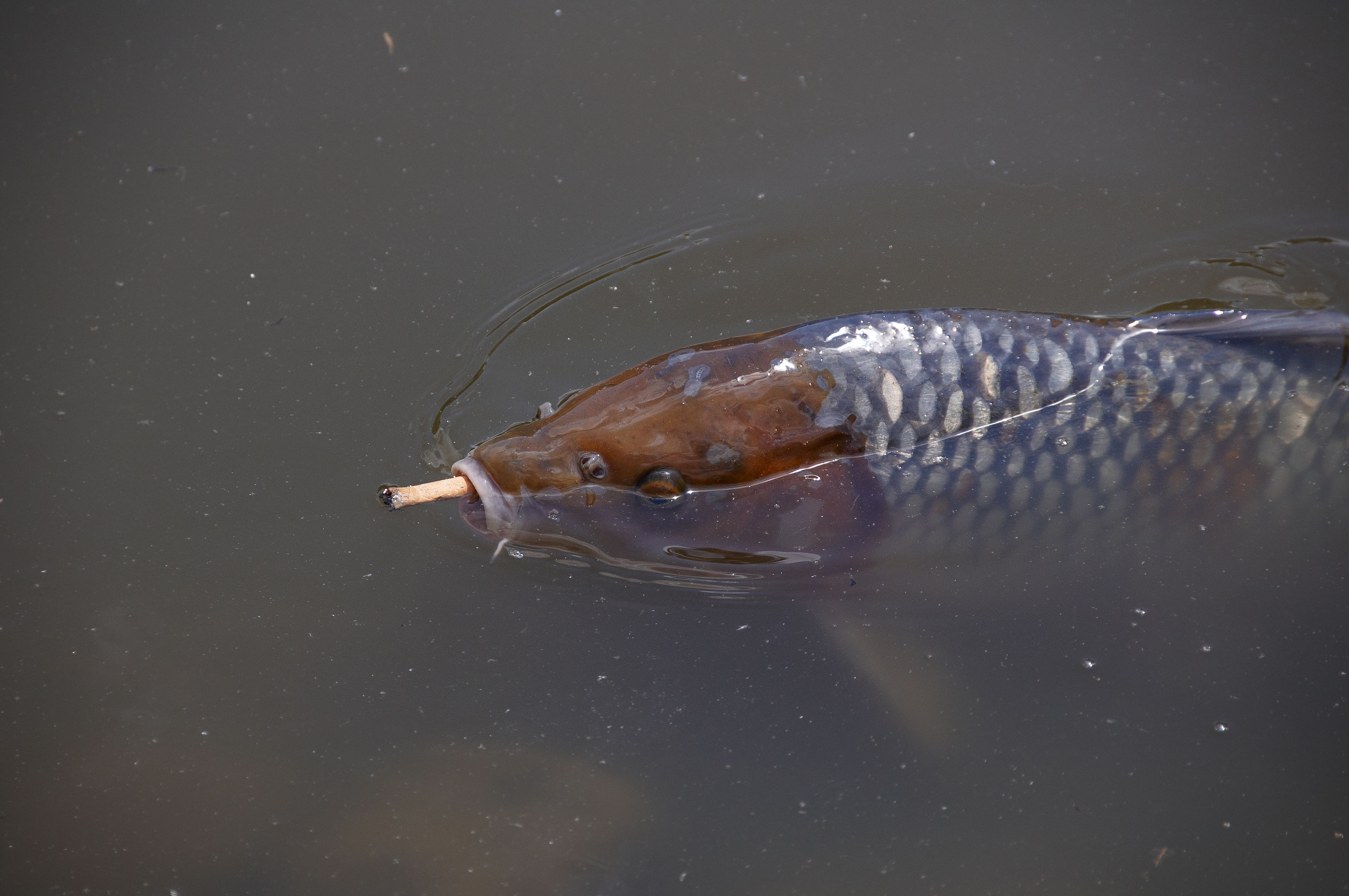
Las carpas devoran gran parte de su entorno, incluidas basuras humanas.

Dicha especie puede ocasionar varios impactos ambientales como consecuencia de su actuación.
Gracias a su voraz apetito, las carpas se alimentan de una forma que altera la dinámica natural de las lagunas, llegando al punto de eliminar las alfombras de plantas acuáticas (las cuales cumplen la función de actuar como filtro del agua) tan características en dichos ambientes. Esto provoca efectos en cadena, relacionados con la eliminación de la vegetación acuática ya que provoca aumentos de la turbidez del agua, libera nutrientes del fondo y así fomenta fenómenos de eutrofización. No solo altera el hábitat de muchas especies nativas y provoca una disminución de la calidad del agua, presentando efectos eco sistémicos, sino que además es una especie hospedadora de parásitos. Si bien los estudios publicados sobre sus parásitos son escasos, se registraron ocho especies en estos peces, entre nativos e introducidos. Dentro de los nativos se encontró la larva del nematodo Contracaecum y el Pomphorhynchus patagonicus. Se hace hincapié en estos parásitos, ya que pueden infectar a los humanos, en el caso de consumo de pescado crudo o insuficientemente cocido. Estas dos especies parásitas nativas adquiridas por las carpas podrían aumentar sus niveles de infección en el futuro, pudiendo volverse un problema sanitario para los peces nativos. Dentro de los parásitos introducidos por las carpas, se registraron dos Schyzocotyle acheilognathi y Lernaea cyprinacea, los cuales afectan a la salud de los peces y pueden provocar la muerte del hospedador, especialmente en peces pequeños. Ambos fueron encontrados parasitando peces nativos, lo que resulta una amenaza para las poblaciones.

## Taxonomía
Se han descrito tres subespecies:
- Cyprinus carpio carpio (carpa común europea). Se puede encontrar en Asia Central, el Cáucaso y toda Europa (principalmente en las cuencas del Danubio y el Volga). De esta subespecie derivan los peces introducidos en el territorio americano y en Chile.[12][13]
- Cyprinus carpio haematopterus (carpa común asiática). Se la encuentra en el este de Asia, en las cuencas del río Amur y sudeste de China.[13][14]
- Cyprinus carpio rubrofuscus. Se la encuentra en el sudeste asiático.[13] Considerado como una especie independiente: Cyprinus rubrofuscus según algunos autores.[15] Se dice que pudo haber surgido de la carpa común asiática en China, pero estudios recientes demuestran que esta subespecie es producto de domesticaciones.[16]

Está emparentada con el carpín dorado (Carassius auratus), especie con la que es capaz de hibridar.

## Descripción

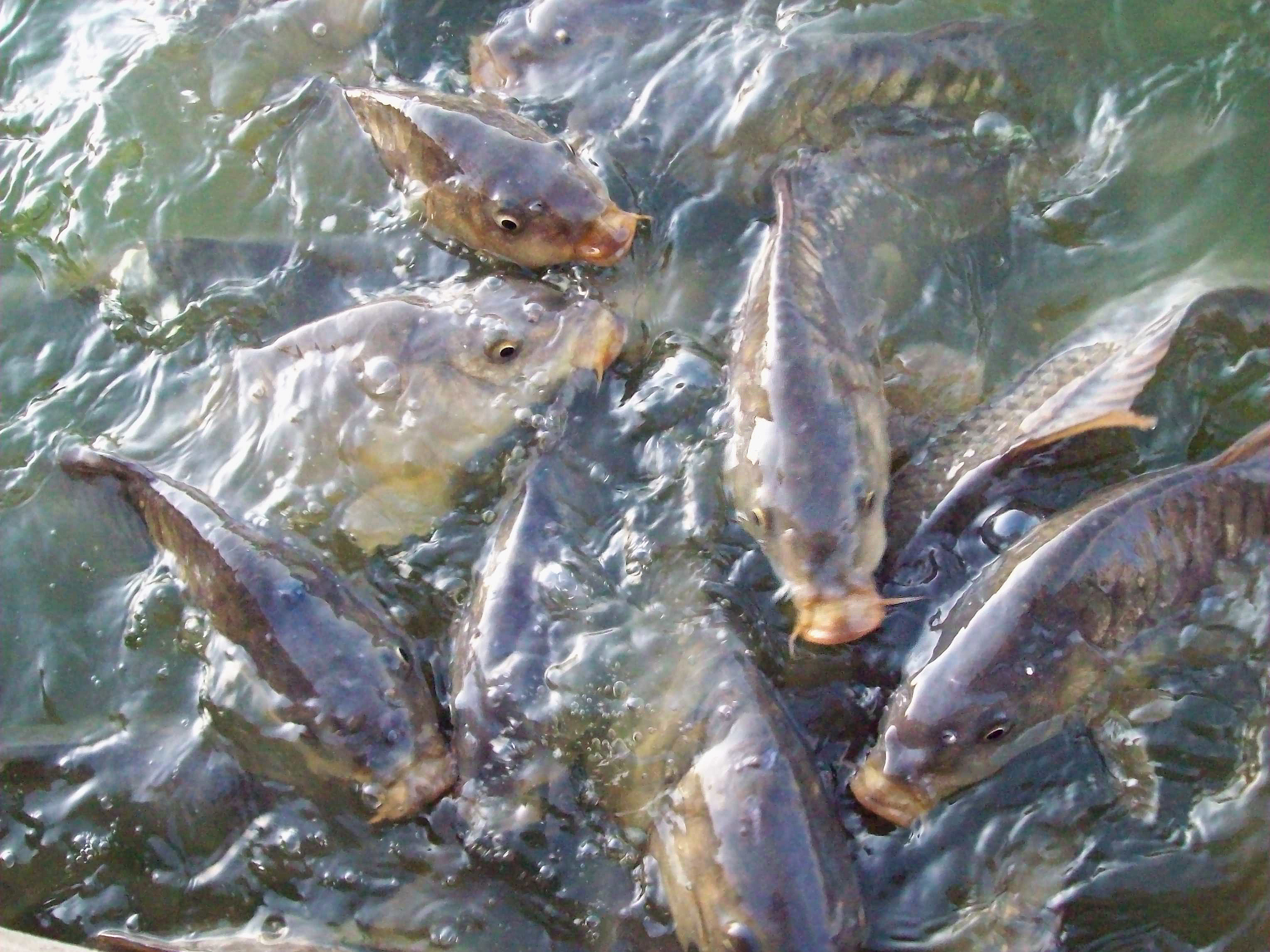
Carpas en Madrid (España).

La carpa común puede llegar a medir 1,2 m de largo y pesar hasta 40 kg, aunque normalmente, en estado adulto, mide de 60 a 90 cm, y su peso ronda los 9 kg. Nada formando cardúmenes; es omnívora, y resistente a una gran variedad de condiciones climáticas. Se han dado casos de especímenes que han llegado a vivir 65 años. Los ejemplares salvajes son más pequeños y achatados que los domésticos.
Presenta una espina dorsal cerrada característica y sus escamas son largas y finas. Los machos tienen la aleta ventral más larga que las hembras. El color y el tamaño es muy variable, especialmente en los ejemplares domésticos. Se han descrito tres subespecies basándose en los patrones que siguen las escamas

## Reproducción
Las carpas normalmente se mueven en grupos reducidos, de alrededor de cinco individuos. La época de cría empieza en primavera y acaba a principios de verano. Prefieren aguas poco profundas, con una densa cubierta vegetal. Las hembras depositan los huevos entre la maleza, y el macho los fecunda externamente. Los huevos quedan fijados al sustrato hasta que eclosionan. Se estima que una hembra puede poner hasta 1 000 000 de huevos, aunque la media para una hembra adulta está en 300 000. 
El tiempo que los huevos tardan en eclosionar está relacionado con la temperatura del agua. Con una buena incubación (agua a 30 °C), eclosionan a los tres días. Los neonatos no miden más de 6 mm, y a los 8 mm ya ha desaparecido completamente la yema. Los machos normalmente alcanzan la madurez sexual antes que las hembras, aunque para ambos sexos ronda por los cuatro años.

## Alimentación

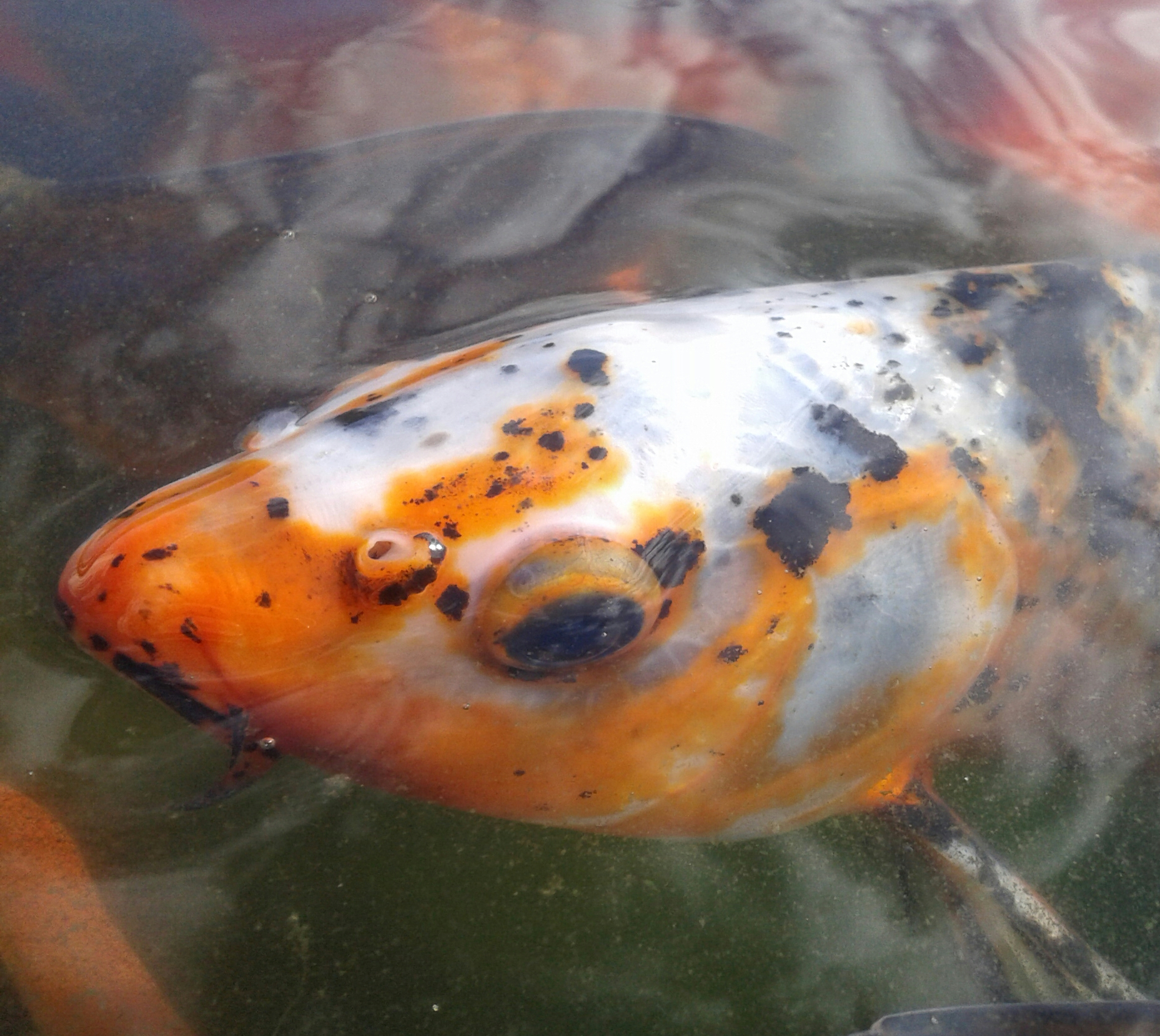
Koi en estanque del barrio de Puerto Madero, Buenos Aires.

Las carpas comunes son peces omnívoros. Se alimentan de plantas acuáticas, pero también prefieren buscar en el fondo de los lagos o ríos insectos, crustáceos o zooplancton.

## Koi

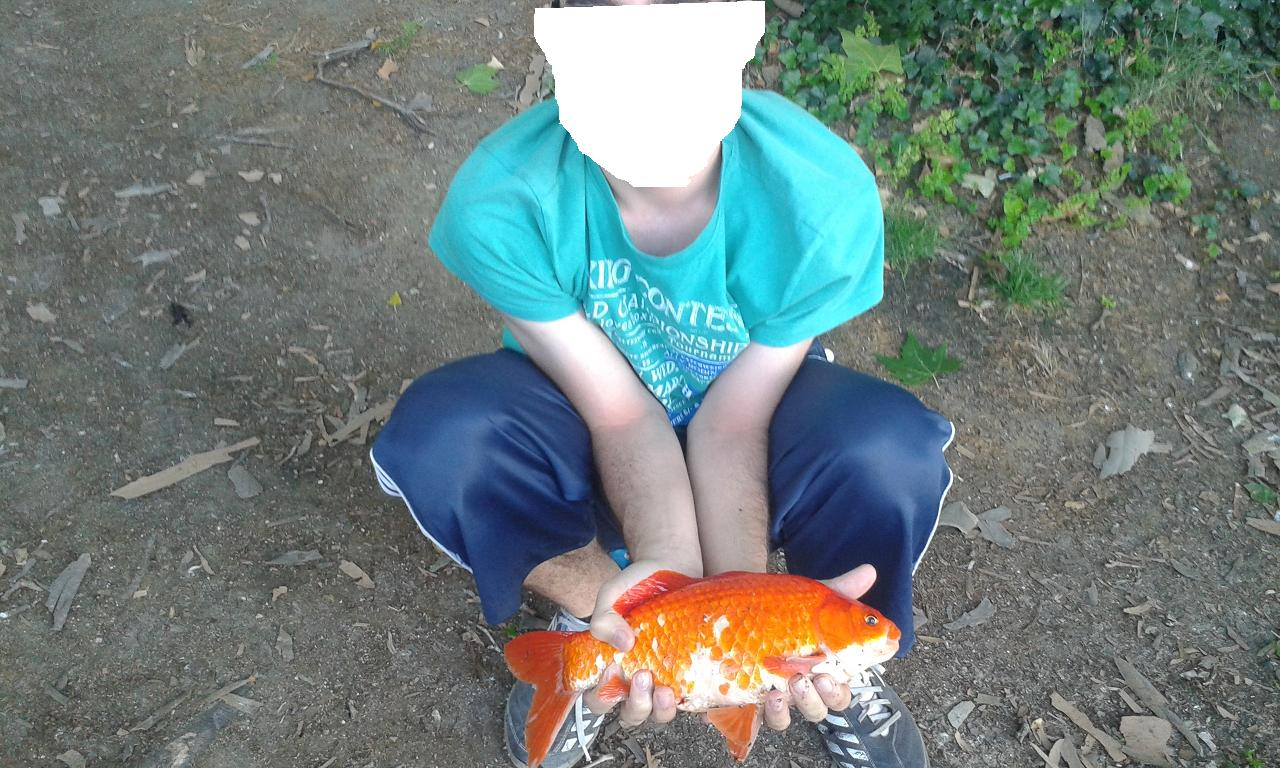
Carpa koi.

Los koi (del japonés コイ koi, ‘carpa’, cuyo homónimo también significa ‘amor’ o ‘afecto’) son variedades ornamentales domésticas de la carpa común. Se cree que son originarias de Asia oriental, desde el mar de Aral hasta el mar Caspio. El cultivo de las carpas ornamentales floreció en China durante la Dinastía Qing y en Japón con la Era Yayoi. Se cree que los koi traen buena suerte. Al igual que las carpas salvajes, los koi son peces muy resistentes.
En el siglo IV d. C. ya se mencionaban carpas de colores en libros chinos y coreanos. No obstante, no es sino hasta el siglo XIX cuando comienza a popularizarse de manera significativa en la prefectura de Niigata de Japón. Los granjeros de arroz ya criaban carpas comunes para alimento. Estos se dieron cuenta de que había carpas de color más brillante que las habituales, lo que las hacía más vulnerables a los depredadores. Las criaron y cruzaron hasta formar pautas de colores bien definidas. 
La afición no se extendió por todo Japón sino hasta 1914, cuando se mostraron en la exposición anual de Tokio. La cría de carpas ornamentales en estanques koi se popularizó por todo el mundo, siendo llevadas desde Asia al resto de los países. Gracias a la aparición de la bolsa de plástico, durante los transportes en barco apenas se producían muertes, hecho que fomentó la expansión de los koi. Hoy en día son peces típicos de las tiendas de animales, y criadores especializados han llegado a criar ejemplares valorados en 100 000 euros.[cita requerida]